# سفارة الولايات المتحدة في فنزويلا
سفارة الولايات المتحدة في فنزويلا هي أرفع تمثيل دبلوماسي لدولة الولايات المتحدة لدى فنزويلا. تقع السفارة في كاراكاس وهي تهدف لتعزيز المصالح الأمريكية في فنزويلا.

## وصلات خارجية
- الموقع الرسمي
- قائمة سفارات الولايات المتحدة
- قائمة السفارات في فنزويلا